# Sätra
Sätra est un quartier du district de Skärholmen à Stockholm en Suède.

## Situation
Sätra est un quartier de Söderort bordé les quartiers de Bredäng et Skärholmen, ainsi que Segeltorp dans la commune d'Huddinge et l'île de Kungshatt dans la commune d'Ekerö.
La superficie de Sätra est de 279 hectares de terres et 48 hectares d'eau. 
Son point culminant est le Sätra berg, qui culmine à 71 m d'altitude, et où se trouve le château d'eau de Sätra depuis 1969. 
Le quartier est délimité au nord par le lac Mälaren et au sud par la Södertäljevägen (E4/E20).

## Bâtiments de valeur historique
À Sätra, certaines zones et bâtiments sont considérés comme ayant une valeur culturelle et historique par le musée municipal de Stockholm. 
Cela comprend les maisons de ville du quartier Gillsätra, conçues par Åke Östin, qui sont classées vertes, ce qui signifie que le bien possède des bâtiments particulièrement précieux d'un point de vue historique, culturel-historique, environnemental ou artistique. 
De grandes parties du Sätra sont classées en jaune, ce qui signifie que les bâtiments ont une importance positive pour le paysage urbain et/ou une valeur culturelle et historique. 
Cinq bâtiments du Sätra ont une classification bleue (Canonhuset, Sätra gård, château d'eau du Sätra et Varvsarbetarhusen à Sätra varv) dont la valeur historique culturelle correspond aux exigences de construction de monuments dans la loi sur le patrimoine culturel.

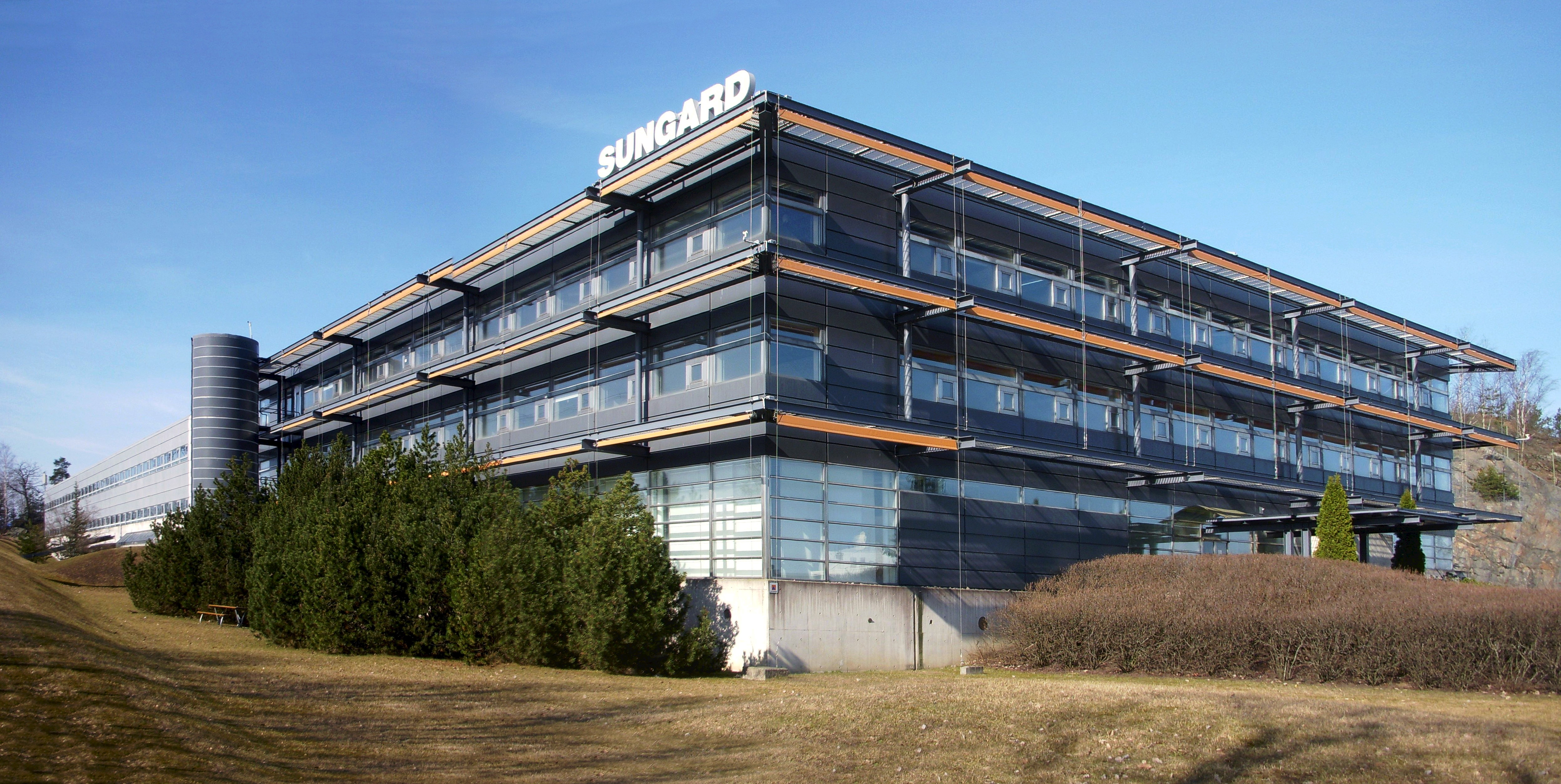
Canon huset.
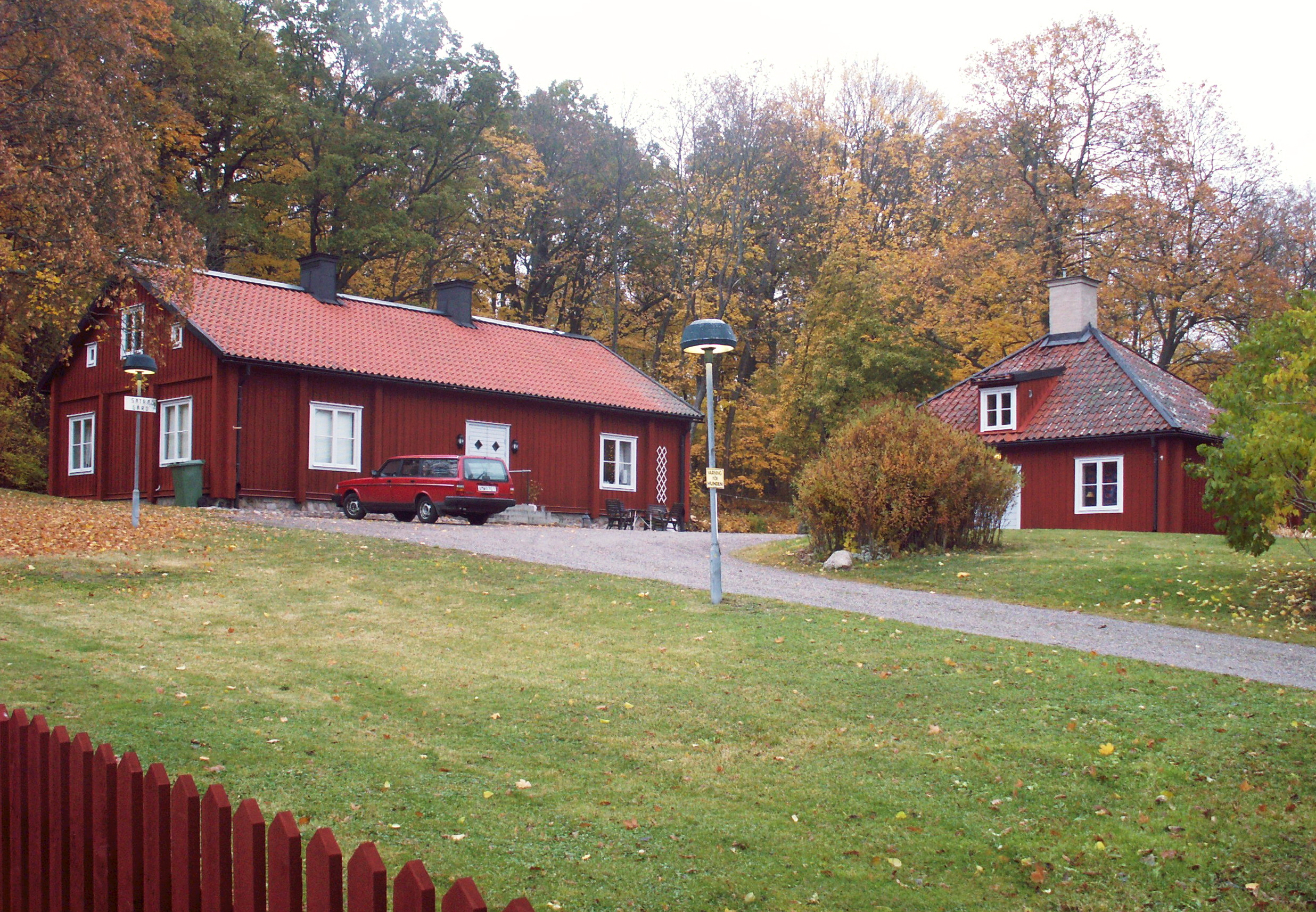
Sätra gård.
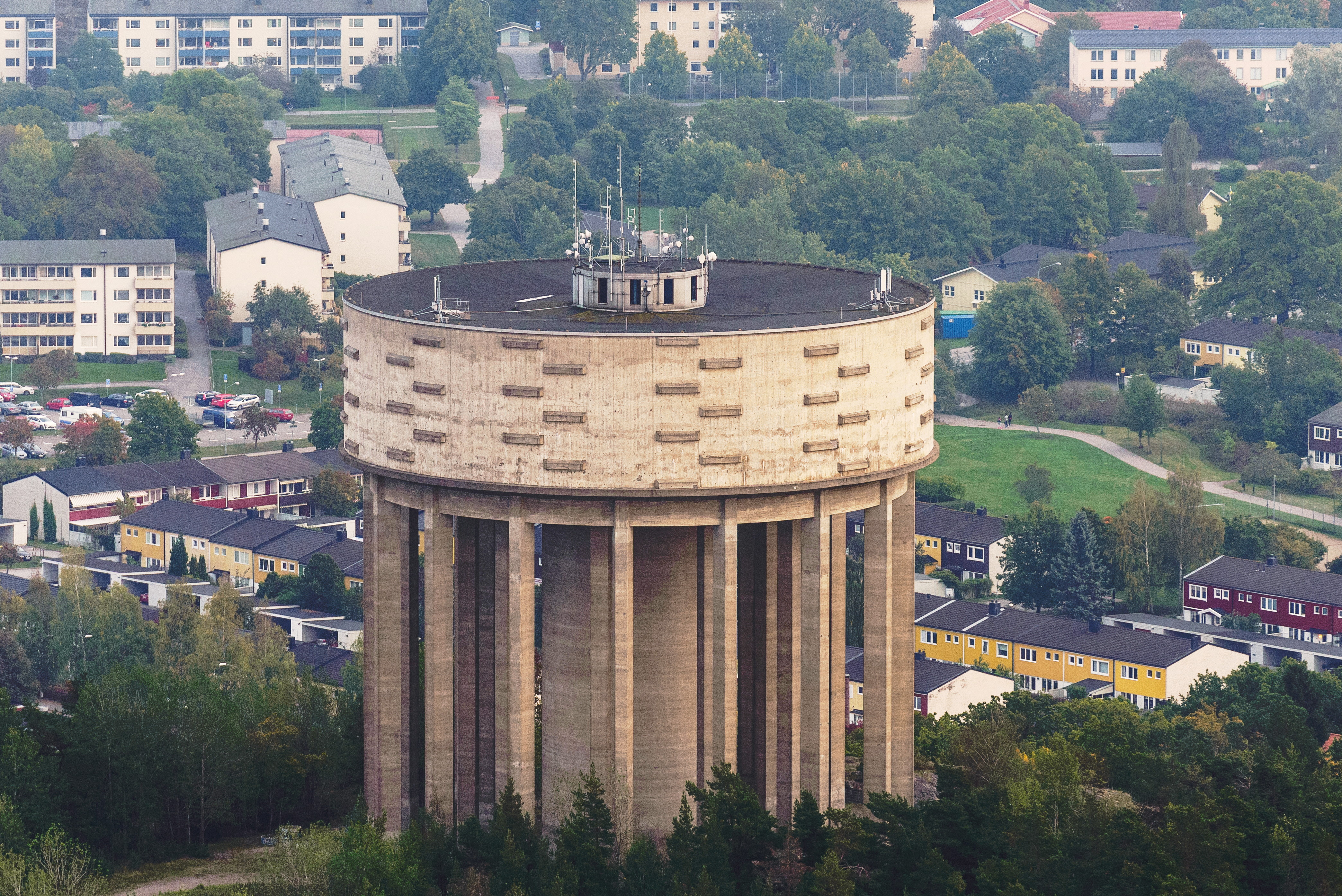
Château d'eau du Sätra.

## Transports
Depuis 1965, le quartier Sätra bénéficie de la station de métro Sätra desservie par la ligne T13 du métro de Stockholm.
Ce fut le terminus jusqu'au 1er mars 1967, date à laquelle la ligne a été prolongée.

## Galerie

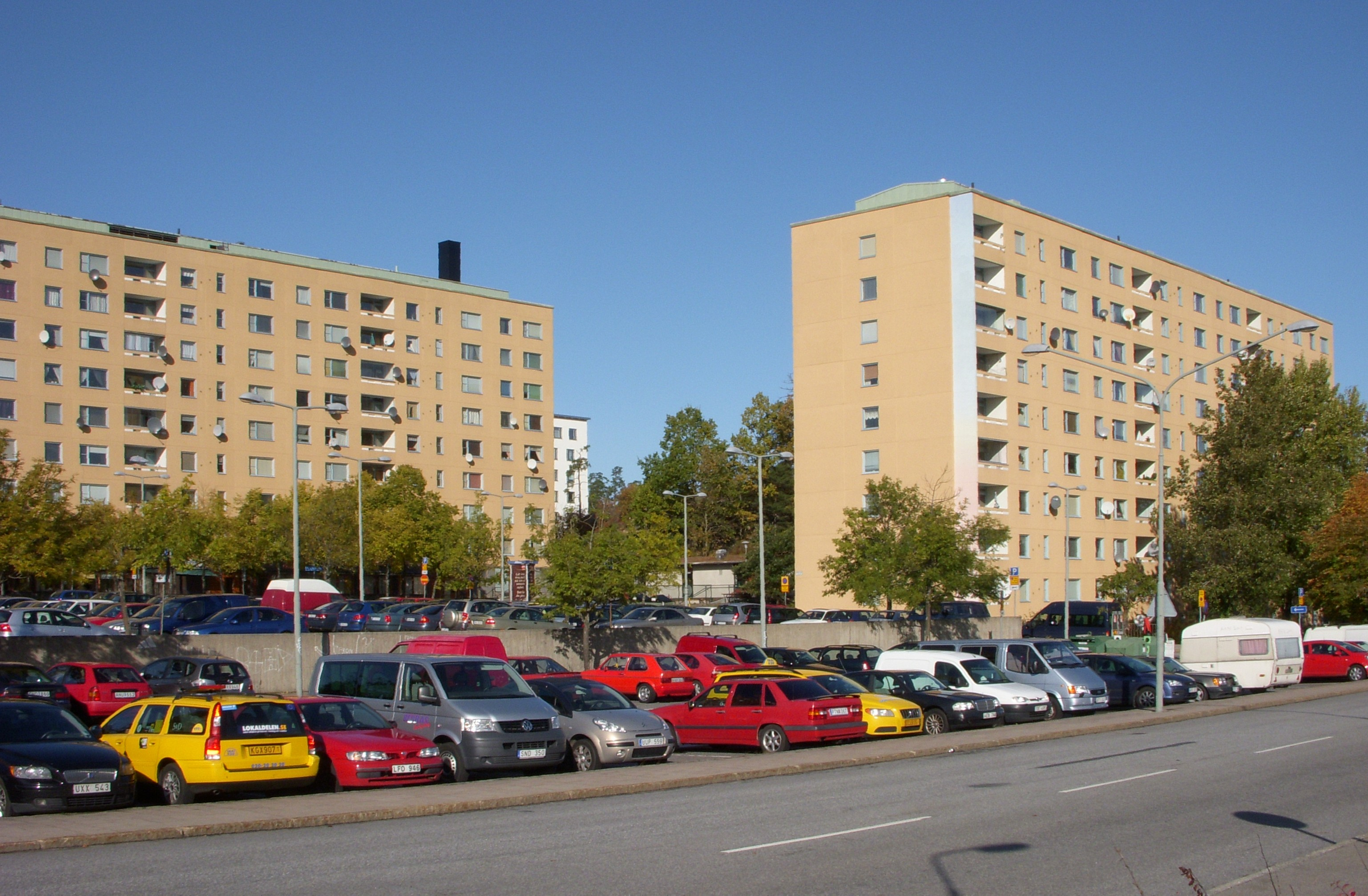
Immeubles du centre.
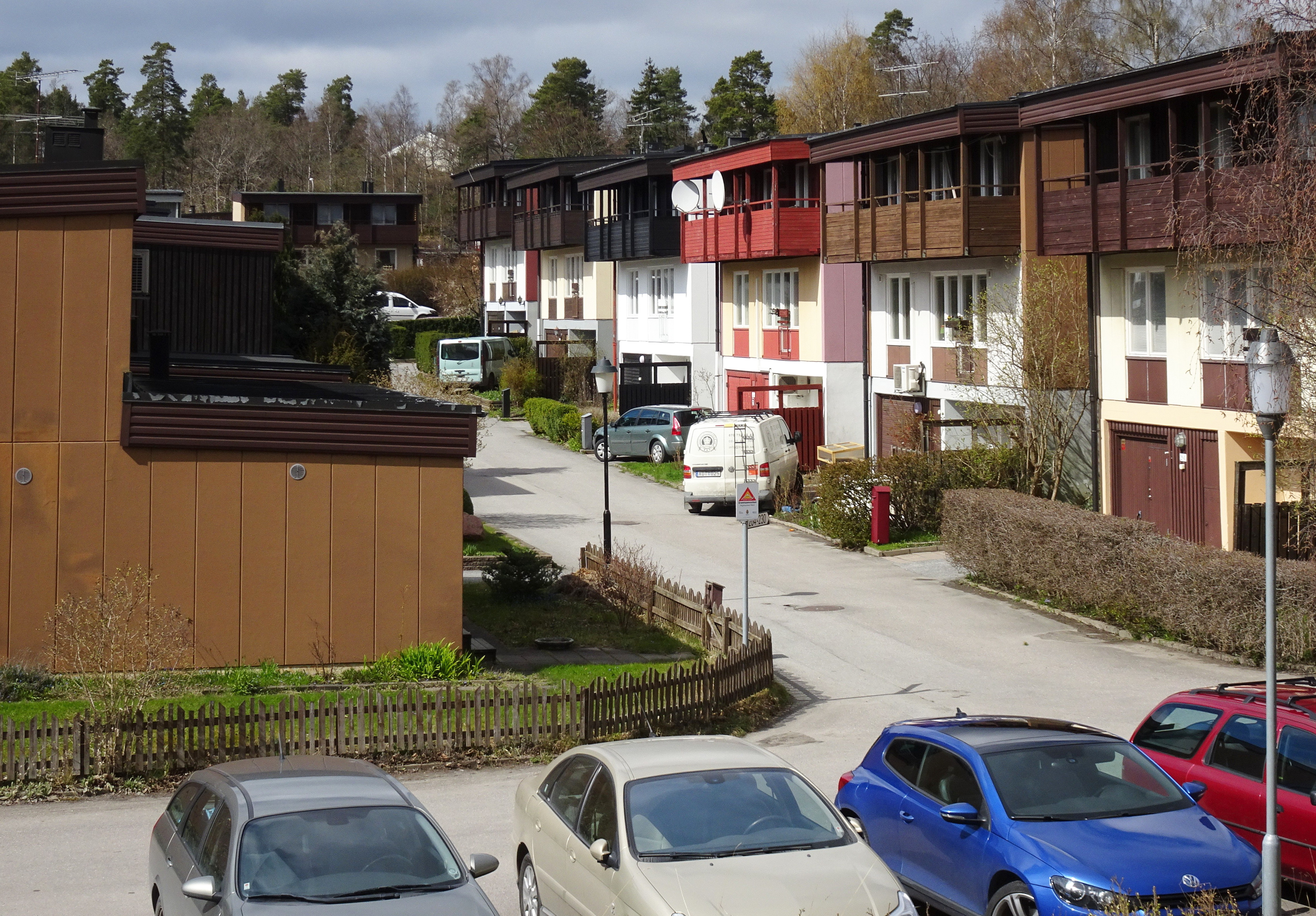
Ålgrytevägen.
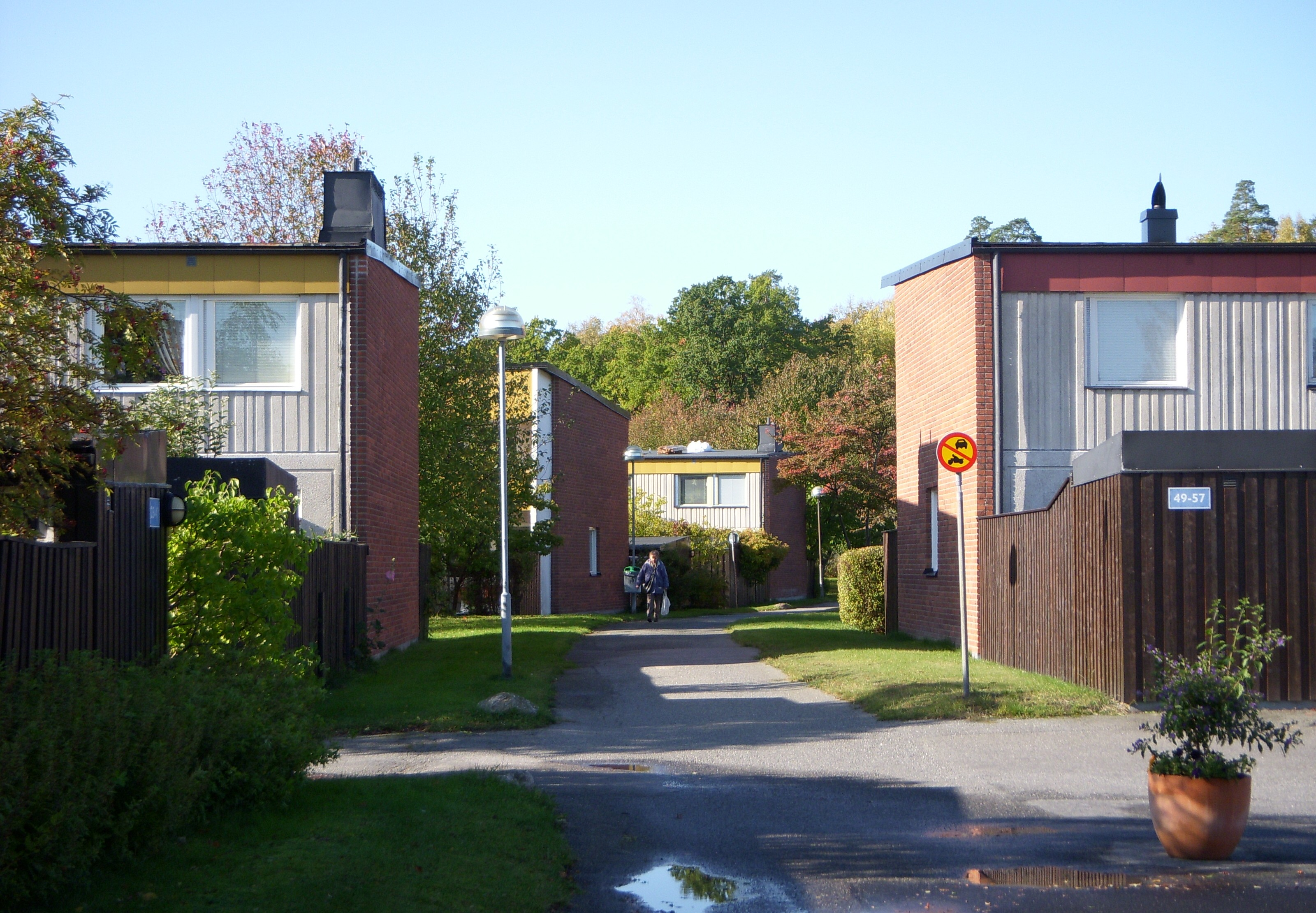
Gillsätra.
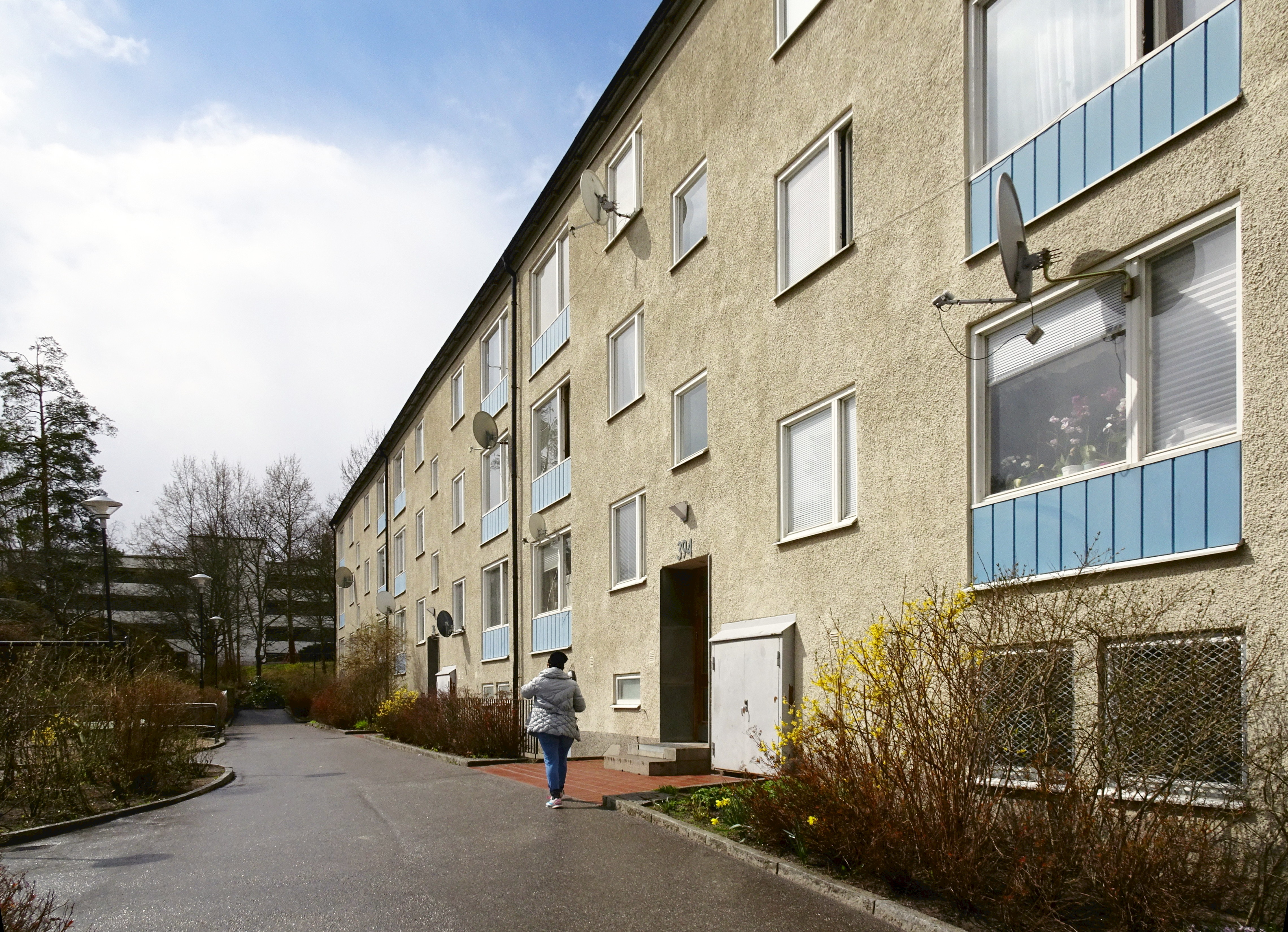
Aspsätravägen.

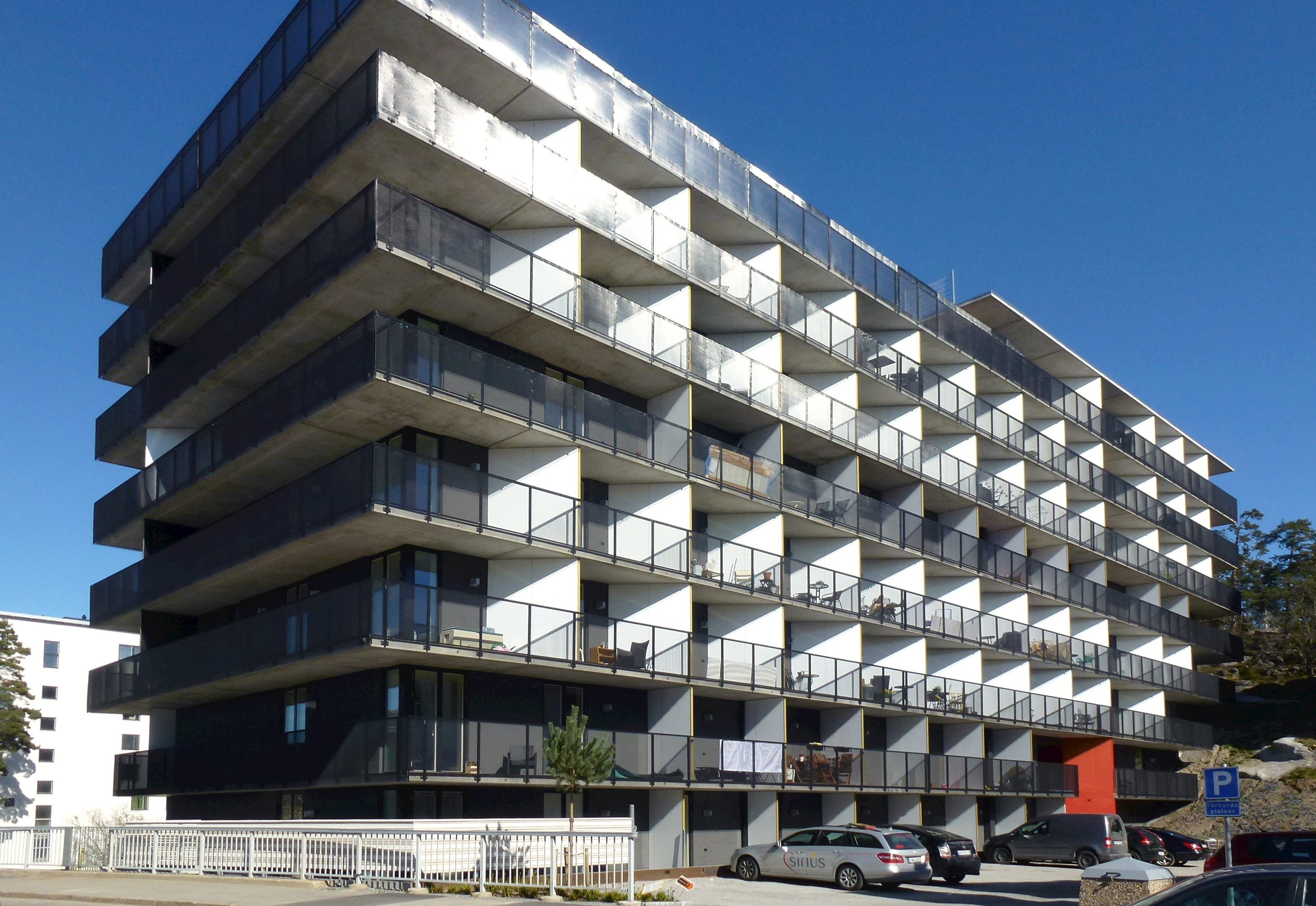
Kungsterrassen.
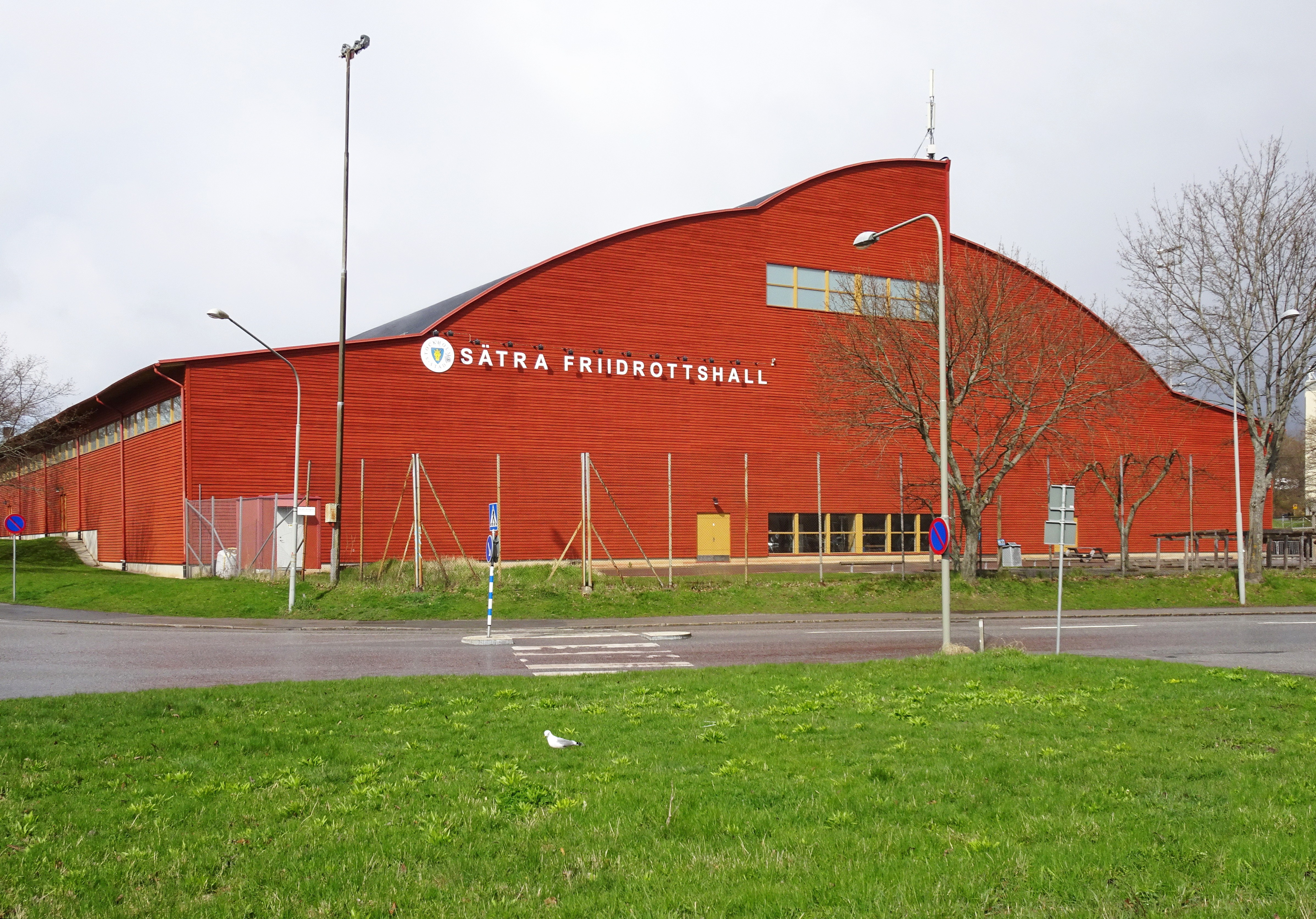
Salle de sport de Sätra.
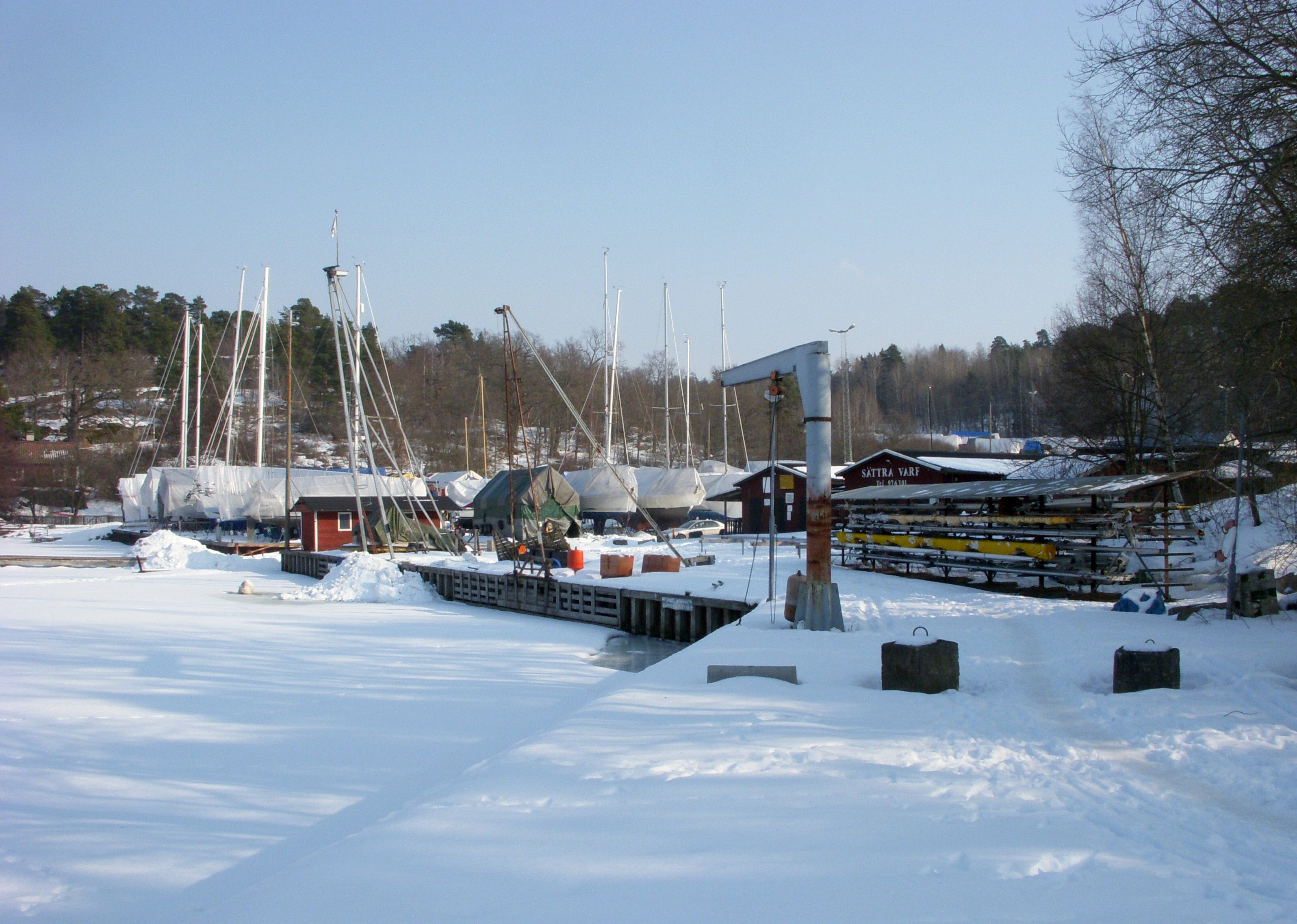
Sätra varv .
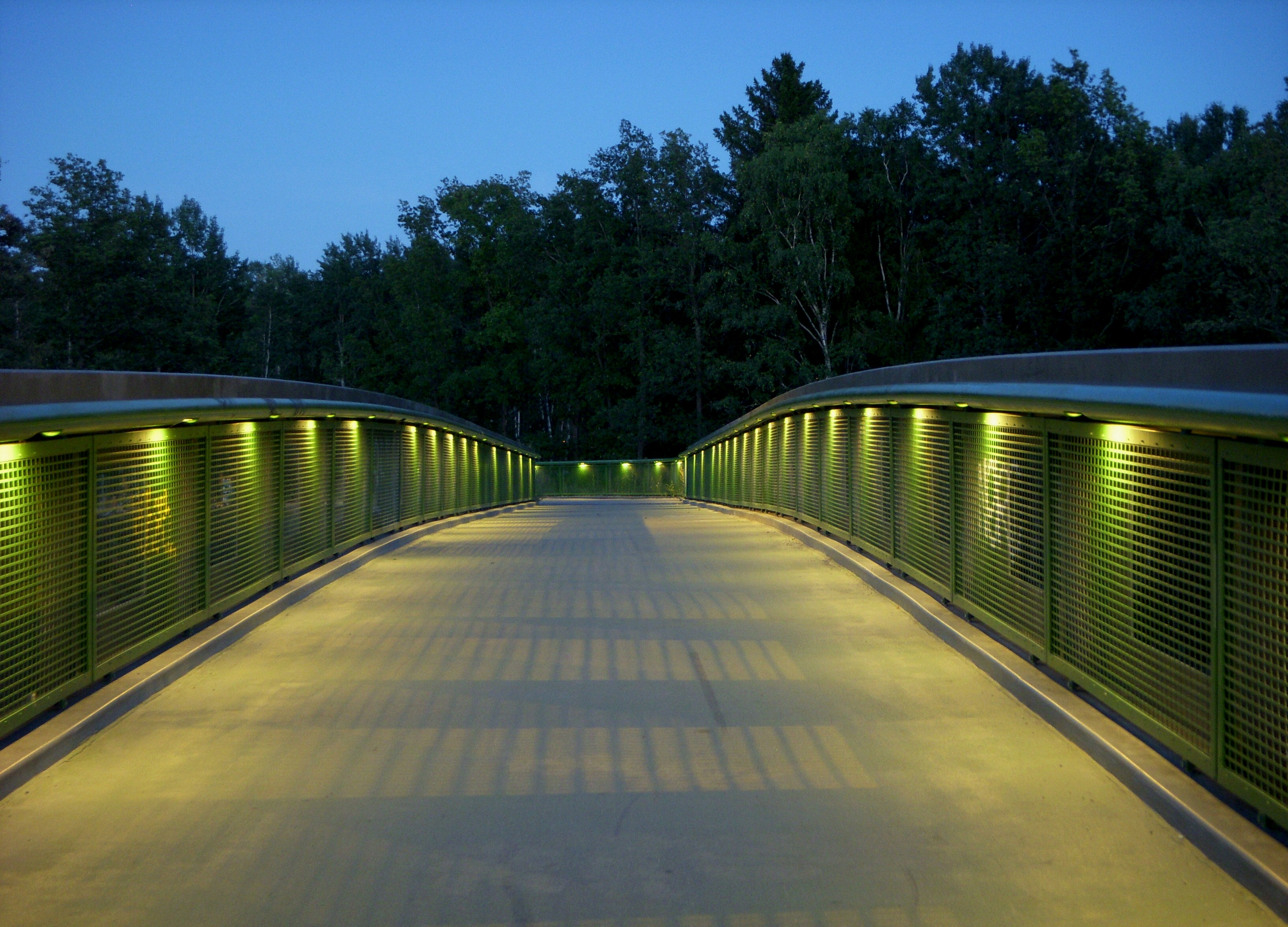
Smistabron.